# .бг
.бг (од България — Бугарска) је предложени ћирилички највиши Интернет домен државних кодова (НИДдк) за Бугарску.

## Историјат
Бугарска је два пута, 2010. и 2011. године, подносила захтев за увођење овог домена, али захтеви су оба пута одбојени од стране Интернет корпорације за додељивање имена и бројева (енгл. Internet Corporation for Assigned Names and Numbers или ICANN) уз обраложење да је домен .бг превише сличан латиничком .br који је највиши Интернет домен државних кодова за Бразил. Министарство за транспорт, информационе технологије и комуникације Бугарске разматра другу комбинацију ћириличких карактера.
За сада је на јавном гласању најбоље рангиран .бгр након актуелног предлога .бг за ћирилички домен ове земље.